# Okręg wyborczy nr 89 do Sejmu Polskiej Rzeczypospolitej Ludowej (1989–1991)
Okręg wyborczy nr 89 do Sejmu Polskiej Rzeczypospolitej Ludowej (1989–1991) obejmował województwo słupskie. W ówczesnym kształcie został utworzony w 1989. Wybieranych było w nim 5 posłów w systemie większościowym.
Siedzibą okręgowej komisji wyborczej był Słupsk.

## Wybory parlamentarne 1989

### Mandat nr 346 –Polska Zjednoczona Partia Robotnicza
| Kandydat | I tura | I tura | II tura | II tura |
| Kandydat | Głosów | %      | Głosów  | %       |
| --- | ------ | ------ | ------- | ------- |
| Marianna Borawska                                                                                               | 31 932 | 21,86  | 54 059  | 45,16   |
| Jan Sieńko | 18 169 | 12,44  | 32 425  | 27,09   |
| Mieczysław Krawczykiewicz                                                                                       | 16 833 | 11,52  | —       | —       |
| Marek Lach | 13 514 | 9,25   | —       | —       |
| Aleksander Gappa                                                                                                | 12 444 | 8,52   | —       | —       |
| Liczba głosów ważnych: 146 101 (I tura) • 119 715 (II tura) Źródło: Państwowa Komisja Wyborcza I tura i II tura |        |        |         |         |

### Mandat nr 347 –Polska Zjednoczona Partia Robotnicza
| Kandydat | I tura | I tura | II tura | II tura |
| Kandydat | Głosów | %      | Głosów  | %       |
| --- | ------ | ------ | ------- | ------- |
| Józef Bogusz | 32 242 | 22,13  | 46 033  | 38,25   |
| Antoni Madej | 18 515 | 12,71  | 37 631  | 31,27   |
| Zenon Wichłacz                                                                                                  | 15 152 | 10,40  | —       | —       |
| Krzysztof Jałtuszewski                                                                                          | 14 270 | 9,80   | —       | —       |
| Romuald Machaliński                                                                                             | 10 779 | 7,40   | —       | —       |
| Liczba głosów ważnych: 145 681 (I tura) • 120 348 (II tura) Źródło: Państwowa Komisja Wyborcza I tura i II tura |        |        |         |         |

### Mandat nr 348 –Zjednoczone Stronnictwo Ludowe
| Kandydat | I tura | I tura | II tura | II tura |
| Kandydat | Głosów | %      | Głosów  | %       |
| --- | ------ | ------ | ------- | ------- |
| Marian Kędzierski                                                                                               | 52 647 | 33,59  | 48 693  | 40,58   |
| Franciszek Klonczyński                                                                                          | 22 914 | 14,62  | 35 272  | 29,39   |
| Bronisław Luty                                                                                                  | 21 438 | 13,68  | —       | —       |
| Liczba głosów ważnych: 156 736 (I tura) • 120 002 (II tura) Źródło: Państwowa Komisja Wyborcza I tura i II tura |        |        |         |         |

### Mandat nr 349 – bezpartyjny
| Kandydat                                                          | Głosów  | %     |
| ----------------------------------------------------------------- | ------- | ----- |
| Edward Müller                                                     | 100 944 | 64,84 |
| Zbigniew Wiczkowski                                               | 17 177  | 11,03 |
| Maria Zawitkowska                                                 | 16 614  | 10,67 |
| Zdzisław Sieradzki                                                | 11 208  | 7,20  |
| Liczba głosów ważnych: 155 677 Źródło: Państwowa Komisja Wyborcza |         |       |

### Mandat nr 350 – bezpartyjny
| Kandydat                                                          | Głosów  | %     |
| ----------------------------------------------------------------- | ------- | ----- |
| Jan Król                                                          | 101 978 | 63,11 |
| Wojciech Żukrowski                                                | 25 036  | 15,49 |
| Bożena Krasula                                                    | 24 432  | 15,12 |
| Liczba głosów ważnych: 161 578 Źródło: Państwowa Komisja Wyborcza |         |       |